# Aléas : le magazine de l'imprévisible
Aléas : le magazine de l’imprévisible est une émission de télévision présentée par l’écrivain Claude Duneton puis par Jacques Serizier, et diffusée du 21 octobre 1991 au 13 juin 2004[réf. souhaitée] sur France 3.

## Historique
Aléas, le magazine de l’imprévisible est un magazine créé par Marc Wilmart et le réalisateur Gérard Follin et l’appui déterminant de Jacques Chancel, directeur des programmes de France 3 de l'époque. Aléas constitue une collection de 219 émissions de 52 minutes (4 ou 5 documentaires d'auteurs par émission) auxquelles ont collaboré plus de 60 auteurs-réalisateurs. L’écrivain Claude Duneton en fut le premier présentateur puis Jacques Serizier lui succéda avant d’être emporté par la maladie en 1994. Un second aléa frappa cette émission avec la disparition de son cofondateur Gérard Follin le 15 décembre 2001 à l’âge de 62 ans. Poursuivi avec la collaboration de Jean-Denis Bonan, Daniel Edinger et Michel Follin (frère de Gérard), le magazine s’arrêtera définitivement en 2004 après 12 années d’existence. La coordination éditoriale du magazine était assurée par Martial Codet Boisse.